# Simões Colaço
Antônio Simões Colaço (nascido em 1618, Montemor-o-Novo, falecido em 20 de fevereiro de 1699,  Montemor-o-Novo), foi um músico português e vinhateiro cristão-novo perseguido e condenado pelo Santo Ofício de Lisboa.

## Biografia
Filho do médico Bartolomeu Colaço e de Catarina Simões, foi preso pelo Santo Ofício de Lisboa em 1666, sendo seu processo o de número 2054, disponível no Arquivo Nacional da Torre do Tombo. 
Após quase todos os membros de sua família serem presos, Simões se apresentou voluntariamente em 12 de junho e 16 de junho de 1666 diante do Inquisidor-geral Fernão Correa de La Cerda. Declarou-se músico, tocador de baixão (instrumento musical semelhante ao fagote). Confessou a prática judaica sua e dos familiares já presos, prática esta entretanto distante no tempo, em época de sua mocidade, com algo em torno de vinte e seis anos. Declarou-se convertido ao catolicismo. Isso não impediu seu encarceramento por um ano e nove meses. No dia 11 de março de 1668, foi liberado sob as seguintes condições:
- Jamais voltar a praticar judaísmo;
- Ser membro fiel da Santa Madre Igreja;
- No primeiro ano após sua liberação, deveria se confessar quatro vezes nas festas principais da religião católica;
- Não poderia comungar;
- Rezar um rosário por semana;
- Rezar cinco orações do pai-nosso e cinco ave-marias toda sexta-feira;
- Jamais sair de Portugal;
- Não assumir cargos públicos;
- Jamais usar ouro, prata ou pedras preciosas, nem roupas de seda;
- Jamais andar a cavalo, apenas a pé.[2]

## Descendentes
Simões Colaço se casou com Ana Coelho, e tiveram quatro filhos: Manoel Simões Colaço, Nicolau Coelho dos Reis, Bartolomeu e Maria Coelho. Um dos netos de Simões, de nome Francisco Simões de Vasconcelos, filho de Manoel, nasceu em Angola e migrou para Pernambuco, no Brasil. Francisco terminou se casando com Maria de Lacerda, da mesma família do inquisidor que condenara seu avô, mas com ela não deixou descendentes. Da união posterior com Maria Melo de Barros Rego, teve vários filhos que se uniram a diversas outras famílias tradicionais da Região Nordeste do Brasil. A filha Maria Coelho casou-se com Brás Pinto Lobo da Silva de cuja união nasceu entre outros Pedro Coelho Pinto, este neto de Simões casou duas vezes no Brasil, cujos filhos se uniram a diversas outras familias tradicionais da Região Nordeste do Brasil deixando larga descendência, notadamente o bisneto Capitão Antonio Coelho de Albuquerque que deixou notável descendência no Ceará.

## Reparação Histórica
No ano de 2015, o governo de Portugal sancionou a lei 30-A que concede cidadania portuguesa a todos os descendentes de cristãos-novos perseguidos pela Inquisição. Em decorrência deste decreto, diversos descendentes brasileiros de Simões Colaço foram reconhecidos como portugueses.